# قطعنامه ۱۶۸۵ شورای امنیت
قطعنامه ۱۶۸۵ شورای امنیت سازمان ملل متحد که در تاریخ ۱۳ ژوئن ۲۰۰۶ تصویب شد، سندی بین‌المللی دربارهٔ بررسی وضعیت خاورمیانه است. این قطعنامه طی نشست ۵۴۵۶ام با ۱۵ رای موافق، ۰ مخالف و ۰ ممتنع تصویب شد.